# Programme de Belleville
Le programme de Belleville est un discours prononcé à Paris par Léon Gambetta dans le quartier de Belleville, alors qu'il était candidat aux élections législatives en 1869. Ce discours fut publié dans le journal L'Avenir national le 15 mai 1869.
En 1869, des électeurs de Belleville appellent Gambetta à déposer sa candidature aux élections législatives. Un comité électoral se constitue et publie le programme de Belleville, que Gambetta reprendra dans son discours.
Gambetta se montre favorable à des mesures radicales, que reprendra par la suite la gauche républicaine. Il milite pour la liberté complète de la presse et la séparation des Églises et de l'État. Il souhaite l’instauration de l’impôt sur le revenu et l’élection des fonctionnaires, se déclarant également prêt à la suppression des armées permanentes.
Ce discours pose les grandes lignes de bataille de l'opposition républicaine face aux candidats officiels de Napoléon III, puis face aux monarchistes des années 1870. Il sera le principal texte inspirant la ligne politique du Parti radical jusqu'au début du XXe siècle.

## Le texte du programme
Citoyens,
Au nom du suffrage universel, base de toute organisation politique et sociale, donnons mandat à notre député d'affirmer les principes de la démocratie radicale et de revendiquer énergiquement :
- l'application la plus radicale du suffrage universel tant pour l'élection des maires et des conseillers municipaux, sans distinction de localité, que pour l'élection des députés ;
- la répartition des circonscriptions effectuée sur le nombre réel des électeurs de droit, et non sur le nombre des électeurs inscrits ;
- la liberté individuelle désormais placée sous l'égide des lois et non soumise au bon plaisir et à l'arbitraire administratifs ;
- l'abrogation de la loi de sûreté générale ;
- la suppression de l'article 75 de la Constitution de l'an VIII et la responsabilité directe de tous les fonctionnaires ;
- les délits politiques de tout ordre déférés au jury ;
- la liberté de la presse dans toute sa plénitude, débarrassée du timbre de cautionnement ;
- la suppression des brevets d'imprimerie et de librairie ;
- la liberté de réunion sans entraves et sans pièges avec la faculté de discuter toute matière religieuse, philosophique, politique ou sociale ;
- l'abrogation de l'article 291 du Code pénal ;
- la liberté d'association pleine et entière ;
- la suppression du budget des cultes et la séparation de l'Église et de l'État ;
- l'instruction primaire laïque, gratuite et obligatoire avec concours entre les intelligences d'élite, pour l'admission aux cours supérieurs, également gratuits ;
- la suppression des octrois, la suppression des gros traitements et des cumuls et la modification de notre système d'impôts ;
- la nomination de tous les fonctionnaires publics par l'élection ;
- la suppression des armées permanentes cause de ruine pour les finances et les affaires de la nation, source de haine entre les peuples et de défiance à l'intérieur ;
- l'abolition des privilèges et monopoles, que nous définissons par ces mots : primes à l'oisiveté ;
- les réformes économiques, qui touchent au problème social dont la solution, quoique subordonnée à la transformation politique, doit être constamment étudiée et recherchée au nom du principe de justice et d'égalité sociale. Ce principe généralisé et appliqué peut seul, en effet, faire disparaître l'antagonisme social et réaliser complètement notre formule :

LIBERTE, EGALITE, FRATERNITE
Le comité électoral de Belleville